# リングビアトキシンA
リングビアトキシンA（lyngbyatoxin A, LTX）は、ある種の藍藻（シアノバクテリア）、特にMoorea Producensが産生するシアノトキシンの一つである。Streptomyces属の放線菌から単離されたテレオシジン類の類縁体であり、テレオシジンA-1（teleocidin A-1）としても知られている。モノテルペンインドールアルカロイドに分類される。化合物名はMoorea producensの以前の学名Lyngbya majusculaに由来する（Lyngbya + toxin〔毒〕）。
リングビアトキシンAは強力な刺激やただれを起こし、発癌促進活性を有することから魚による捕食からリングビアトキシンを分泌するシアノバクテリアを防御する役割を果たしている。低濃度のリングビアトキシンはSeaweed dermatitis（海藻皮膚炎）として知られる軽度な症状を引き起こす。リングビアトキシンはプロテインキナーゼCを活性化することによってこれらの症状を引き起こす。
リングビアトキシンAは1979年に構造決定され、1987年に全合成された。2004年に、M. Producens（L. majuscula）から生合成遺伝子クラスターが単離された。
Lyngbyatoxin Aの母核構造は、N-Me-L-Val-L-tryptophanolがインドール環の4位で環化した環状ジペプチドであり、非リボソームペプチド合成酵素によって生合成される。
Moorea Producens（以前のLyngbya majuscula）から類縁体としてテルペン側鎖にヒドロキシル基を有するリングビアトキシンBおよびCが単離されている。